# Diário de um Escritor
Diário de um escritor é uma série de artigos escritos por Fiódor Dostoiévski, iniciados em 1873. Foram publicados semanalmente no jornal o O Cidadão (1873 - 1874), e, em seguida, reunidos em volumes por vontade do autor.